# بنتلي بي أر2

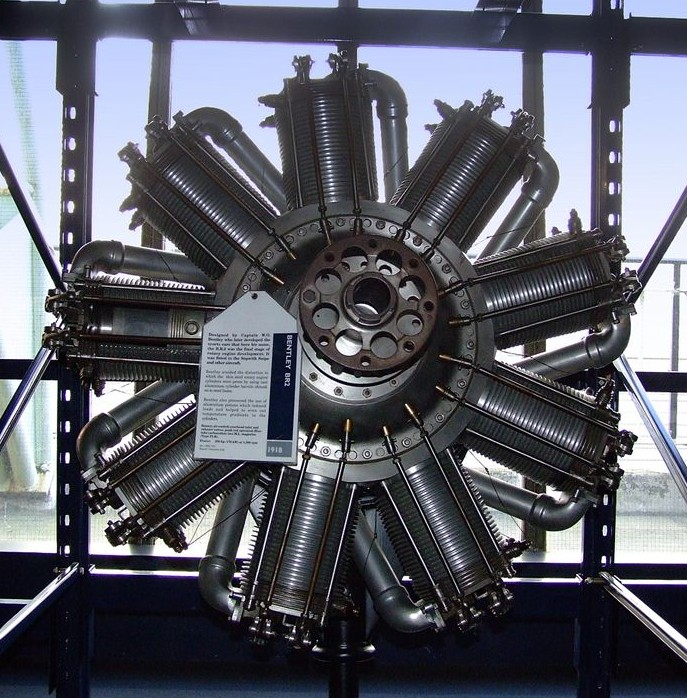
محرك بنتلي بي أر.2

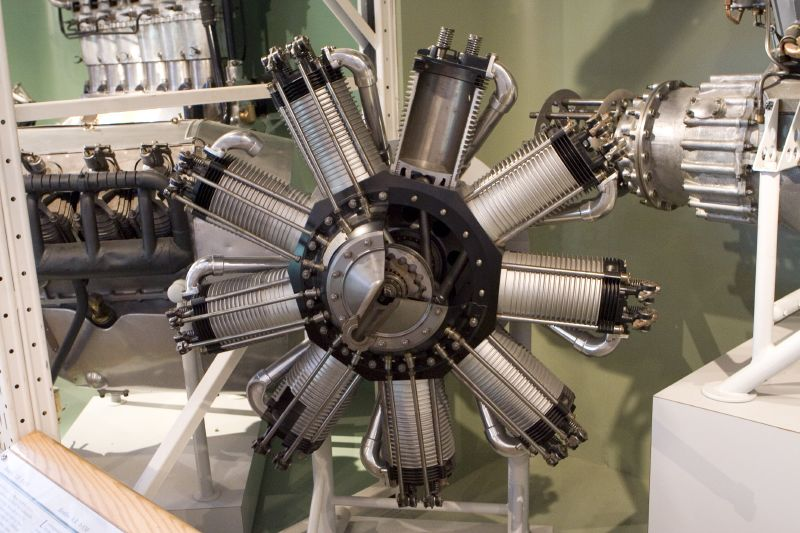
بنتلي بي أر 1

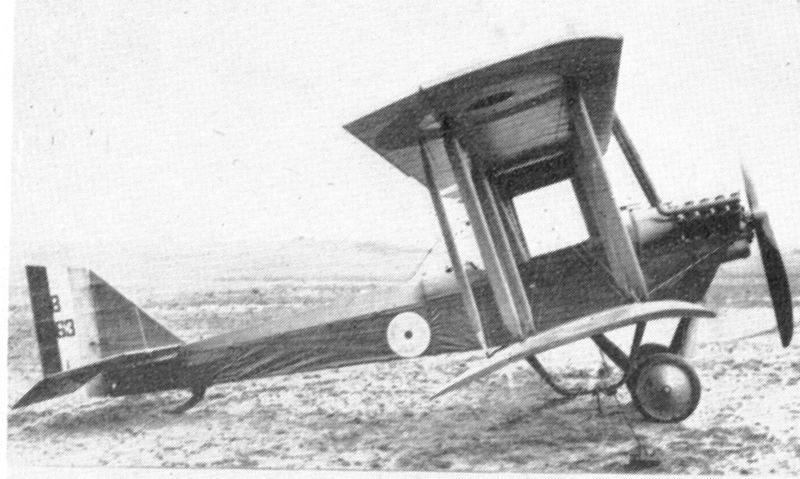
أيركو دي اتش.6

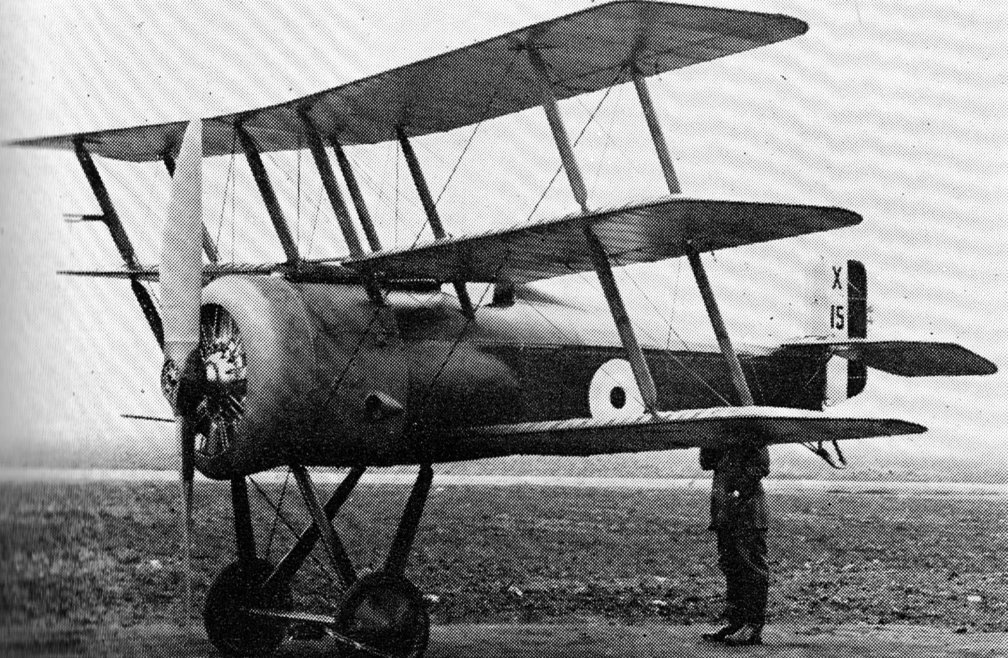
أوستن أوسبيري

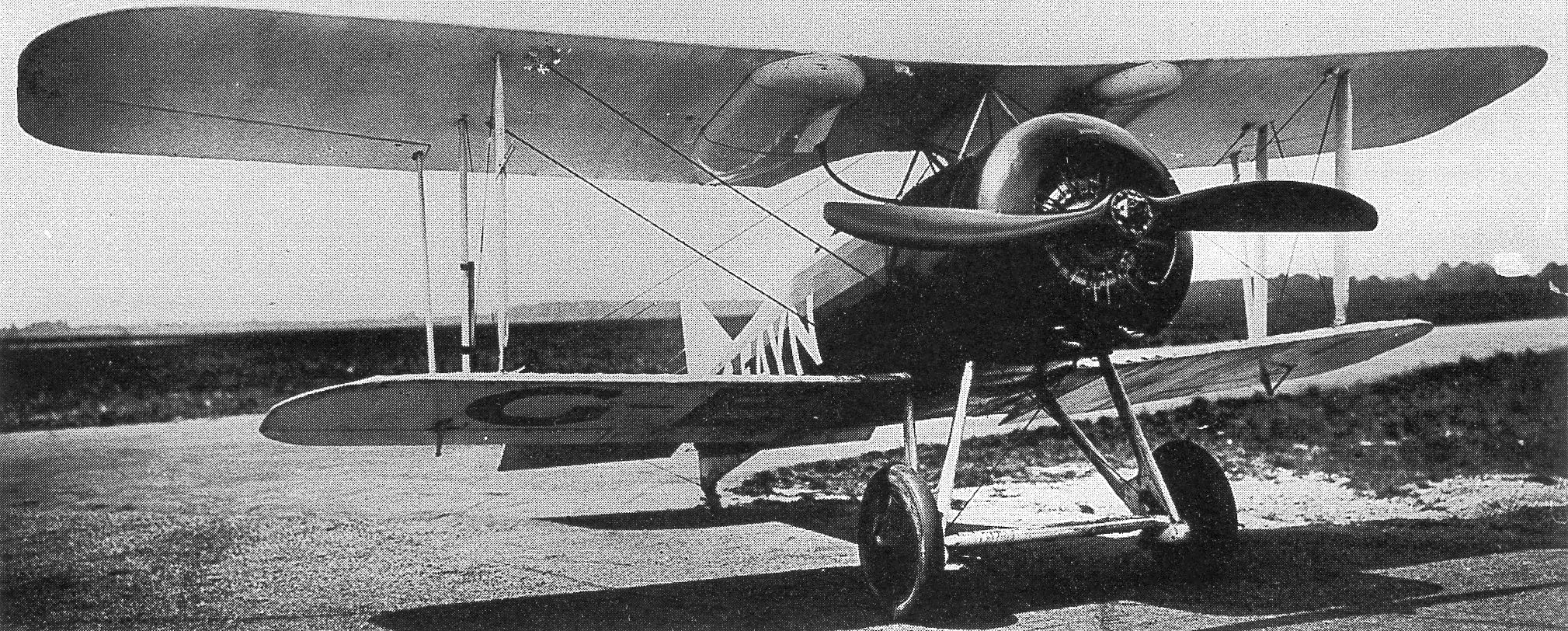
جلوستر جروس

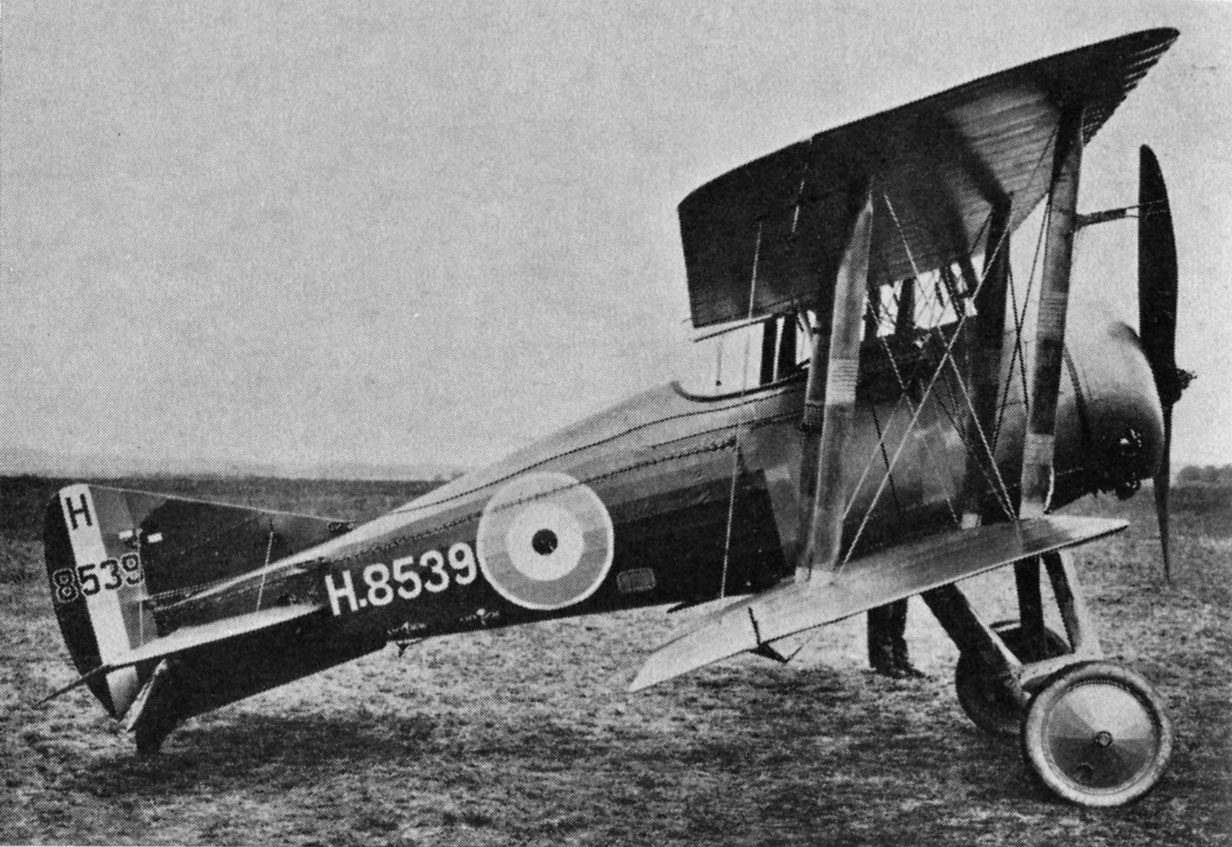
جلوستر نايتجار

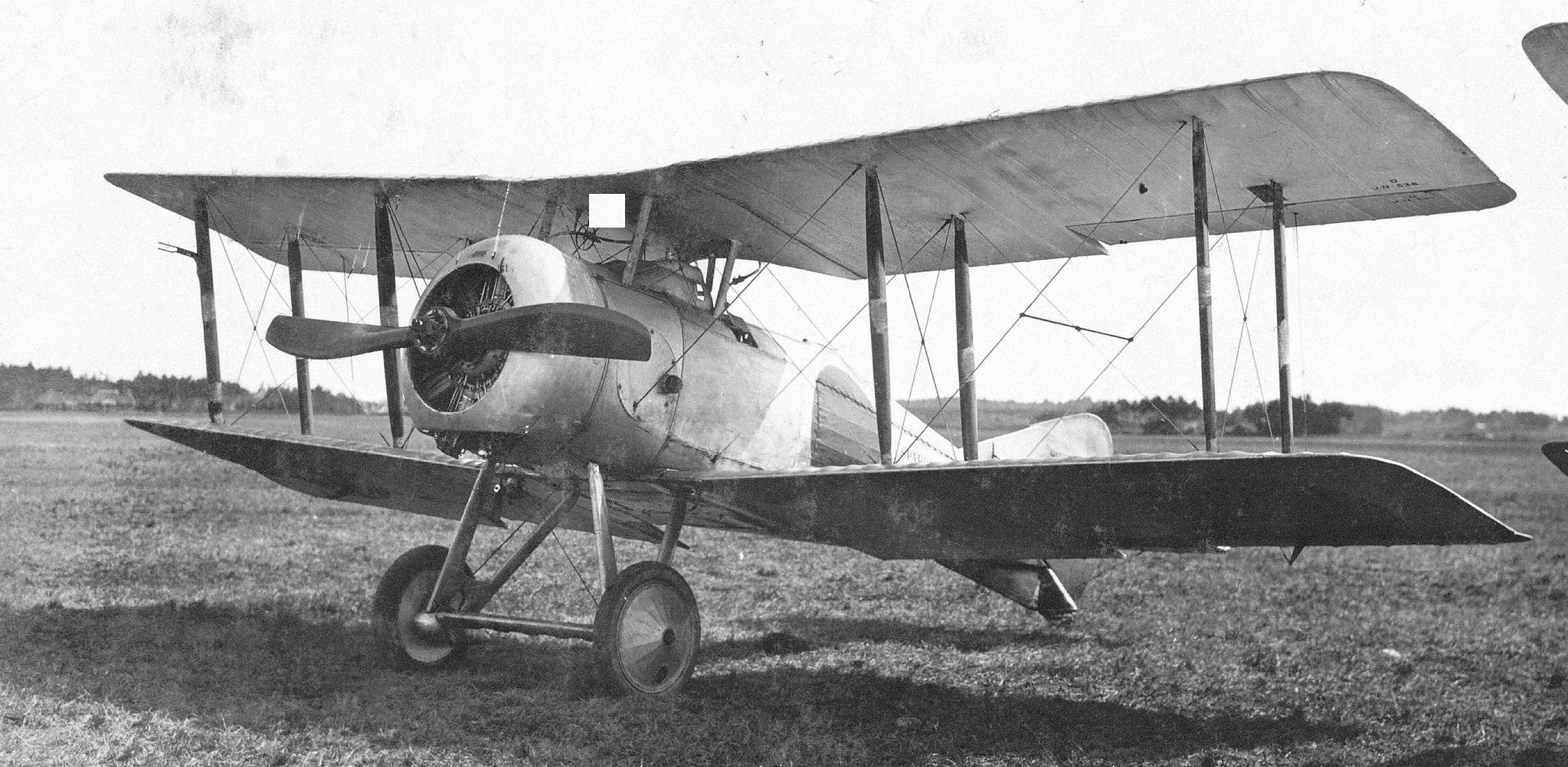
جلوستر سباروهاوك

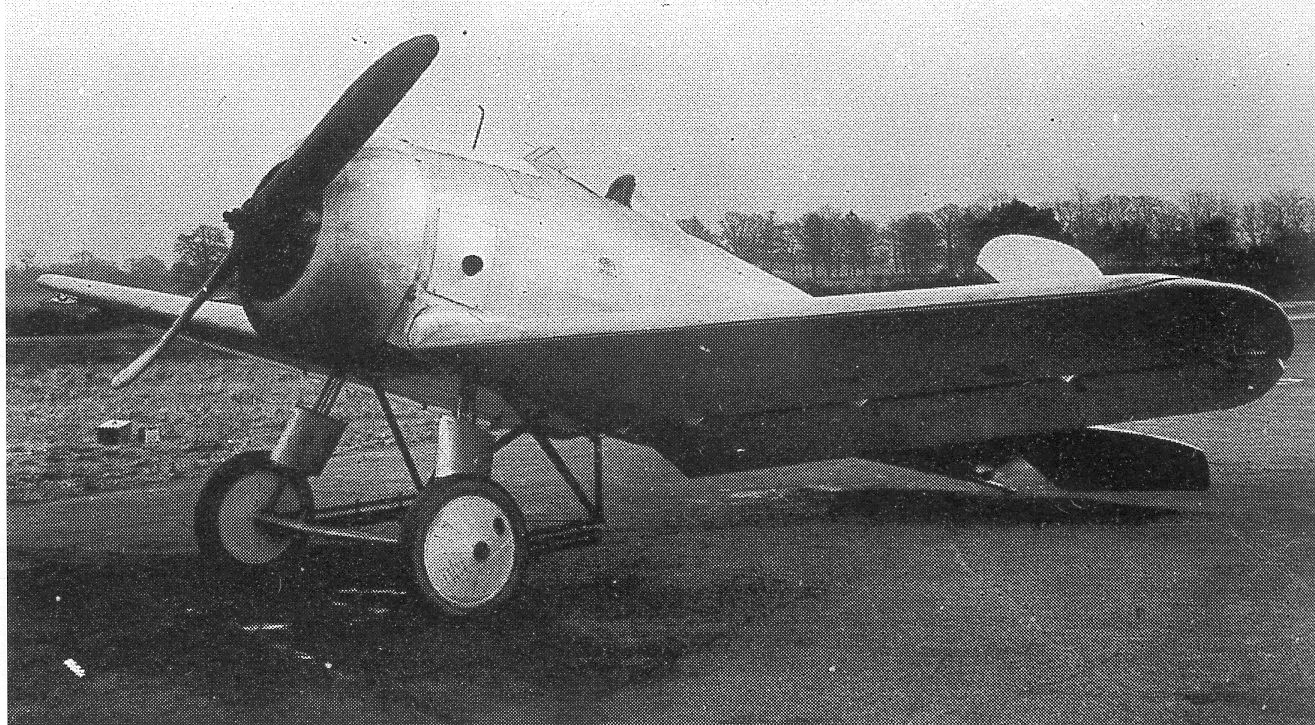
هانديلي بيدج الفئة اس

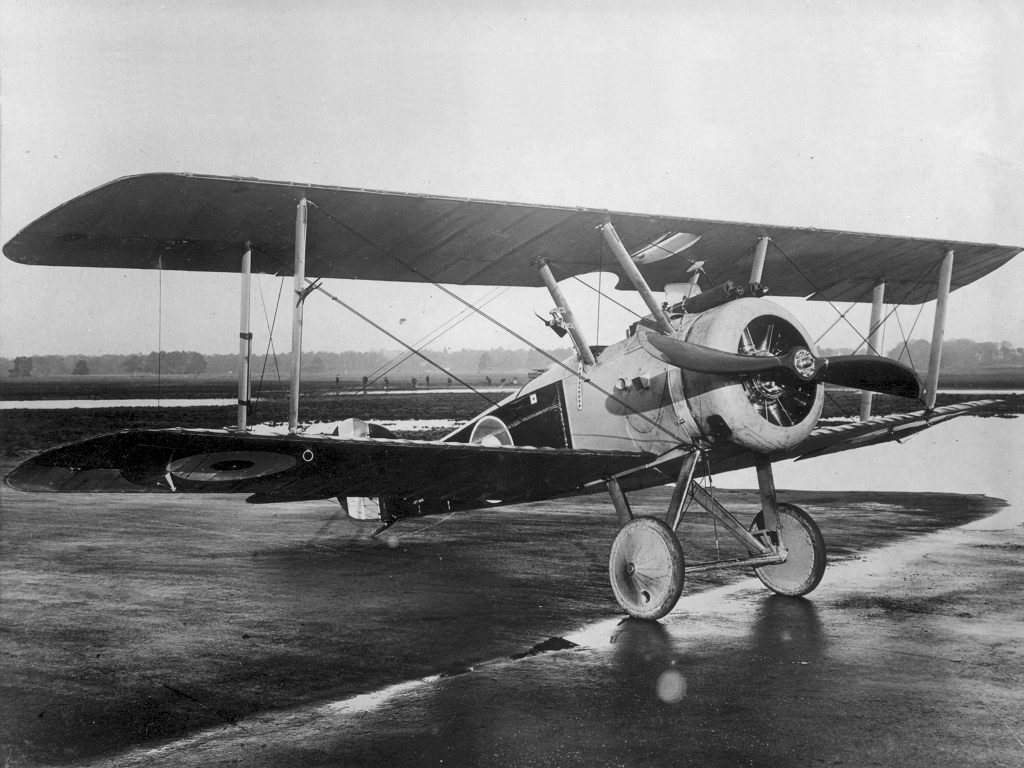
سوبويث كاميل

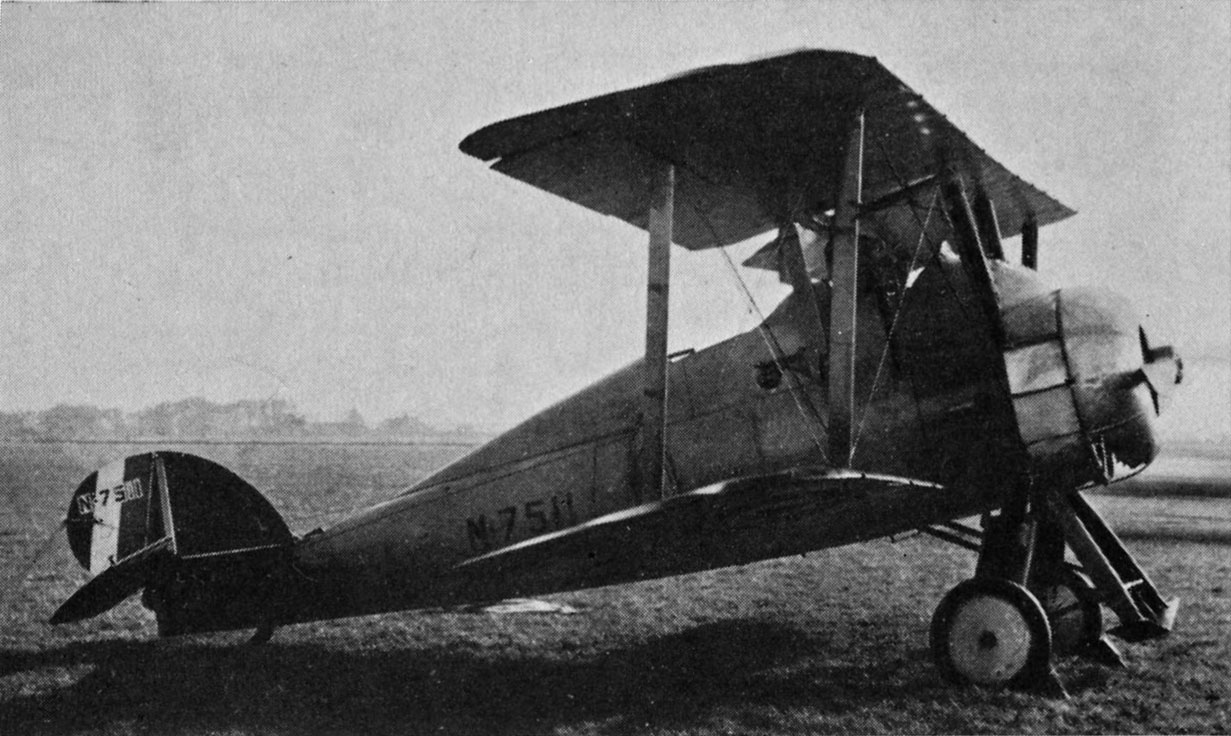
بارنال بانزر

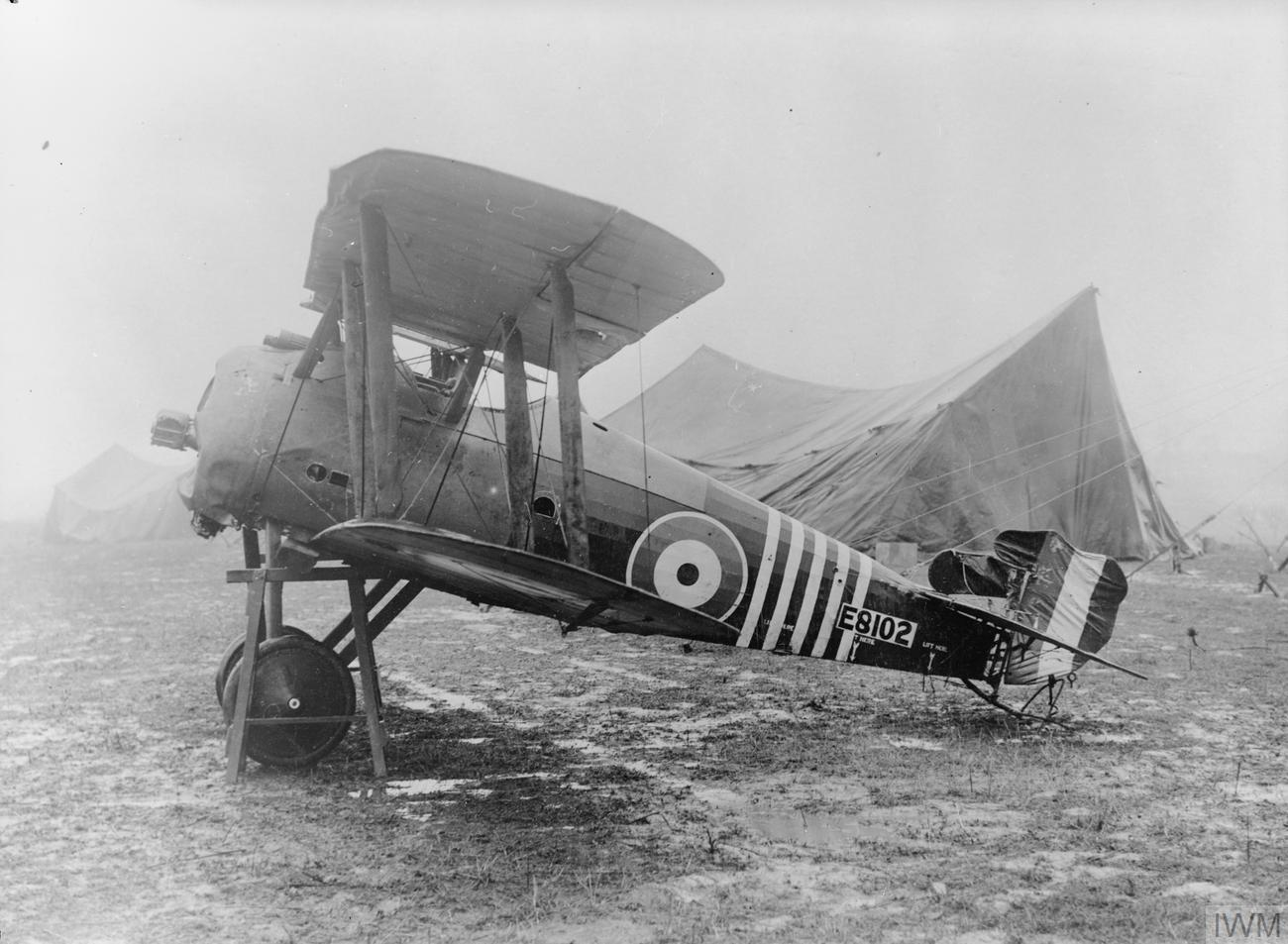
سوبويث سنايب

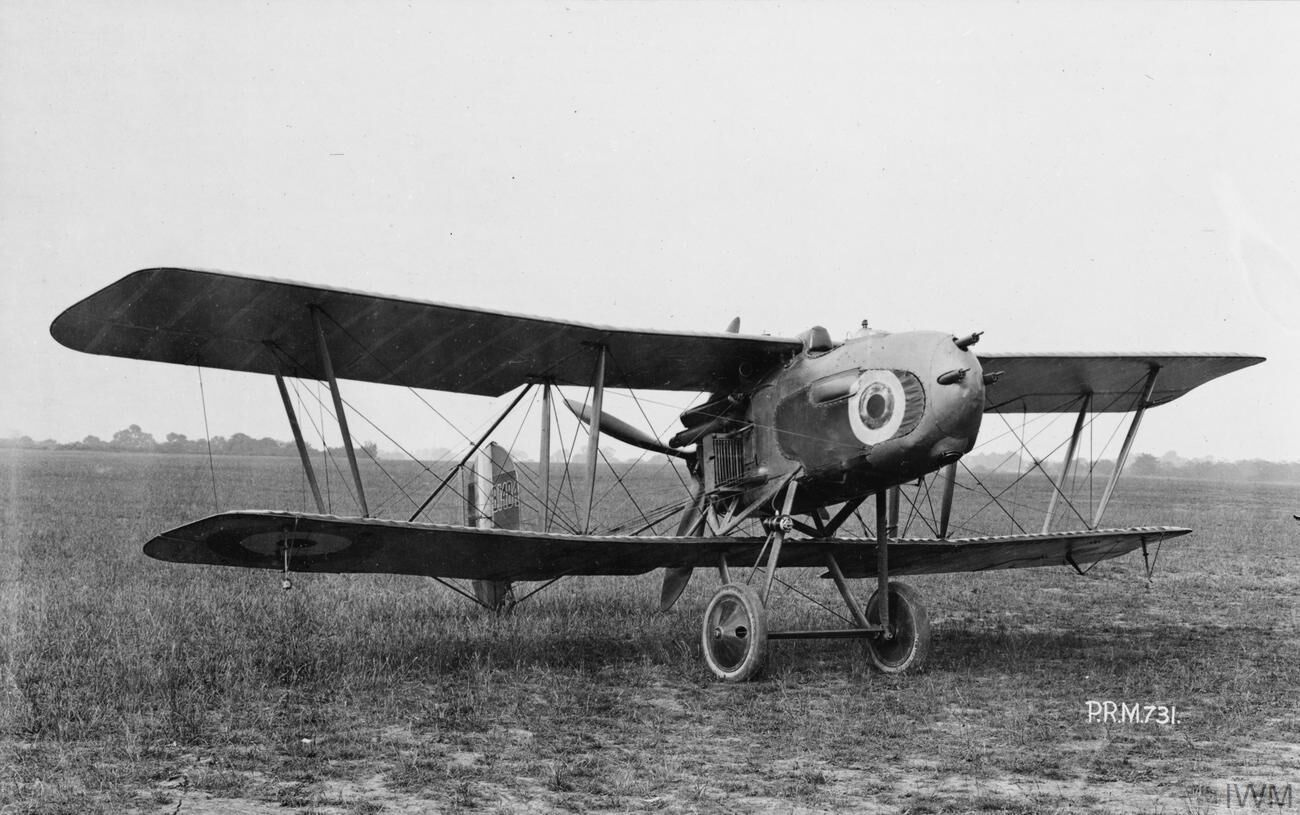
فيكرز فامبير

بنتلي بي.أر.2 محرك طائرة دوار، تطور من الطراز السابق بنتلي بي أر 1 أثناء الحرب العالمية الأولى بواسطة مصمم محركات السيارات ولتر أوين بنتلي.ليظهر عقب انتهاء الحرب. تم تصنيع بي أر2 بكميات أقل من الطراز السابق بي أر1، و استخدم بشكل أساسي بواسطة القوات الجوية الملكية في مطلع العشرينات من 1920.

## التصميم و التطوير
أنتجت النسخ الأولية من محرك بي أر.2  بلغت قدرته 230 حصان (170 كيلو وات)، مستخدمة 9 أسطوانات، أبعادها 5.5 في 7.1 بوصة (140 مم × 180 مم)، بحجم إزاحة كلي بلغ 1522 بوصة مكعبة (24.9 لتر).
و بلغ وزن المحرك 490 باوند (220 كغم)، بزيادة 93 باوند (42 كغم) فقط عن الطراز السابق بنتلي بي أر 1.
صُممت طائرة سوبويث سنايب، المختارة كالمقاتلة القياسية ذات المقعد الواحد لسلاح الجو الملكي البريطاني للحرب الماضية، لاستخدام محرك بي أر 2، كما استخدم المحرك أيضا بواسطة طائرة الهجوم الأرضي سوبويث تي إف-2 سلامندر.
كان هذا آخر نوع المحرك الدوار يتم استخدامه من قبل سلاح الجو الملكي البريطاني. لاحقا، أصبحت محركات الطائرات المبردة بالهواء، تقريبا من النوع الدوار الثابت. و اعتبر محرك بي أر 2 قمة التطور للمحركات الدوارة.

## طرازات مختلفة
- بي أر.2 230

بلغت قدرته 230 حصان، و استُعمل في عام 1918.
- بي أر.2 230

بلغت قدرته 245 حصان، و استُعمل في عام 1918.

## التطبيقات
- أيركو دي اتش.6
- أرمسترونج ويتورث أرماديلو
- أوستن أوسبيري
- بولتون بول بوبولينك
- جلوستر جروس
- جلوستر نايتجار
- جلوستر سباروهاوك
- جرين جريفين
- هانديلي بيدج الفئة اس
- سوبويث كاميل
- سوبويث بافلو
- سوبويث جنو
- بارنال بانزر
- سوبويث سلامندر
- سوبويث سنايب
- فيكرز فامبير

## محركات معروضة
يُعرض محرك بنتلي بي أر.2  للعامة في متحف العلوم بلندن، فيما تعرض أجزاء من المكونات الهوائية للمحرك في متحف كوسفورد لسلاح الجو الملكي . 
يعرض نموذج مصغر بمقياس 4/1 لمحرك بنتلي بي أر 2، في أكسفوردشير في إنجلترا. صنع النموذج لويس كينليسيد بلاكمور كذكرى لتصنيغ محرك البنتلي. و كان هذا أول نموذج لمحرك بي أر 2، إضافة لكونه موضوع كتاب للويس كينسليد بلاكمور.
يتواجد في متحف كندا للطيران و الفضاء في أوتاوا، أونتاريو، محرك بي أر 2 مركب في طائرة سوبويث 7 اف.1 سنايب.

## المواصفات

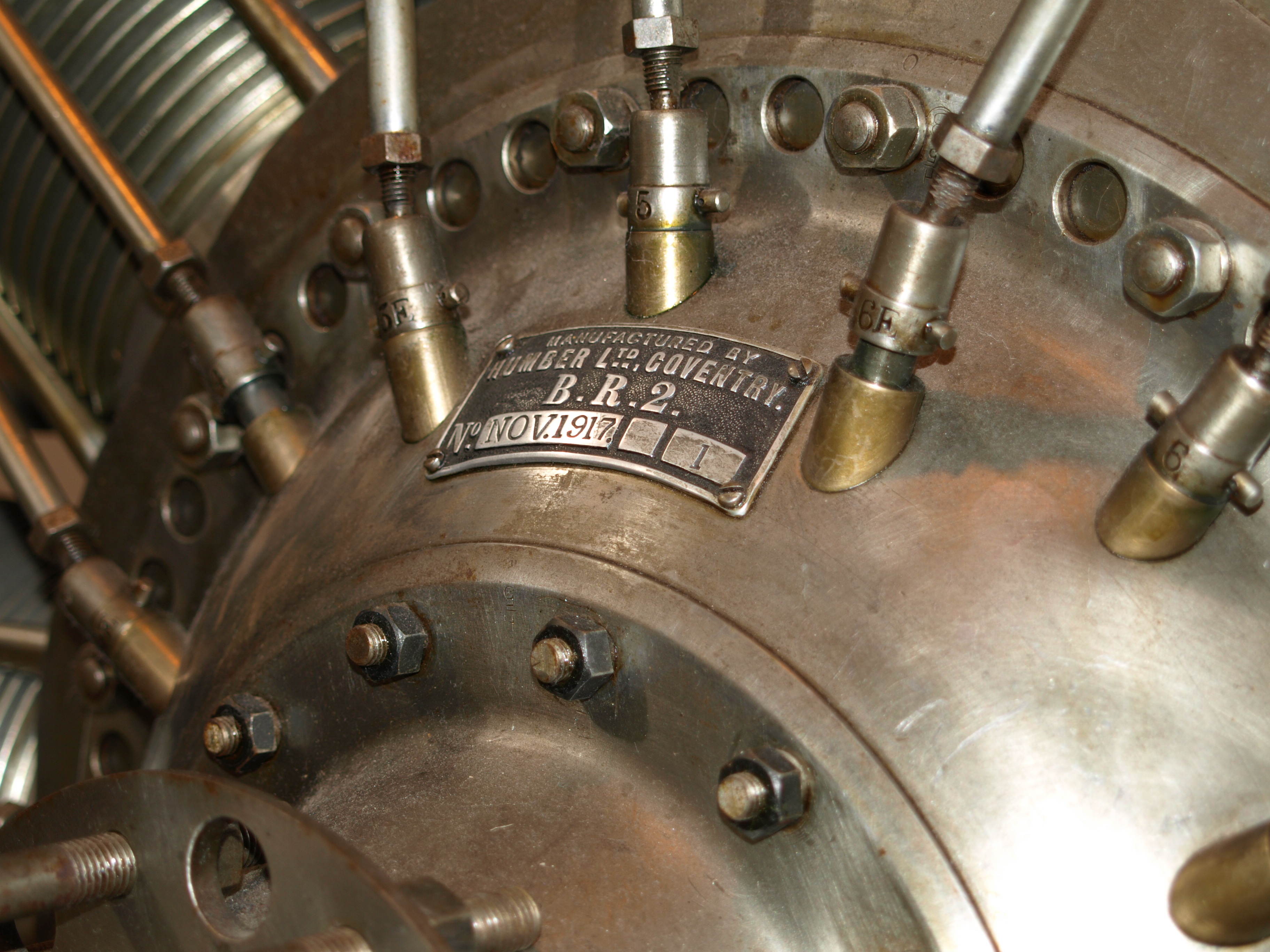
لوحة التصنيع بتاريخ نوفمبر1917، لمحرك بي أر 2 معروض في متحف سلاح الجو الملكي كوسفورد

### مواصفات عامة
- النوع: محرك دوار، 9 إسطوانات،
- قُطر الأسطوانة: 5.51 بوصة (140 مم).
- شوط المكبس:7.09 بوصة (180 مم).
- الحجم المزاح: 1521.8 متر مكعب (24.94 لتر).
- الوزن: 490 باوند (220 كغم).

### المكونات
- الأسطوانات: 9 إسطوانات.
- نظام التبريد: تبريد بالهواء.
- نظام الصمامات: صمام علوي.

### الأداء
- القدرة الناتجة: قدرة فرملية 250 حصان.
- إستهلاك الوقود:20 جالون/ساعة.
- إستهلاك الزيت: 8 لتر/ساعة.
- نسبة القدرة إلى الوزن:0.5 قدرة فرملية حصانية/باوند